# Ian Smith (labdarúgó)
Ian Rey Smith Quirós (Guápiles, 1998. március 6. –) costa rica-i válogatott labdarúgó, jelenleg a Alajuelense játékosa.

## Pályafutása

### Klubcsapatokban
A Santos de Guápiles csapatában nevelkedett és itt lett profi játékos is. Kölcsönbe megfordult a svéd Hammarby IF csapatában. 2018. január 5-én aláírt a szintén svéd Norrköping együtteséhez három évre. 2020. július 1-jén átigazolt a costa rica-i Alajuelense csapatához. 

### A válogatottban
Részt vett a 2015-ös U17-es CONCACAF-bajnokságon és a válogatottal kivívta a 2015-ös U17-es labdarúgó-világbajnokságra való kijutást. A U17-es világbajnokságon a negyeddöntőben Belgium ellen estek ki. A 2017-es U20-as CONCACAF-bajnokságon és az U20-as világbajnokságon is a válogatott keretében volt.
2018. március 23-án mutatkozott be a válogatottban Skócia elleni felkészülési mérkőzésen. Bekerült a 2018-as labdarúgó-világbajnokságra utazó keretbe.